# Large Professor
William Paul Mitchell, mer känd under artistnamnet Large Professor, född 21 mars 1973 i Queens i New York, även känd som Large Pro eller Extra P, är en amerikansk hiphopproducent och rappare. Han är känd som medlem i hiphopgruppen Main Source och för sina många samarbeten med framför allt rapparen Nas.

## Diskografi

### Studioalbum
- 2002 – 1st Class
- 2006 – Beatz Volume 1 (instrumentellt)
- 2007 – Beatz Volume 2 (instrumentellt)
- 2008 – Main Source
- 2009 – The LP

### Som producent (i urval)
- 1990 – Flera låtar på albumet Let the Rhythm Hit 'Em av Eric B. & Rakim
- 1990 – Flera låtar på albumet Wanted: Dead or Alive av Kool G Rap & DJ Polo
- 1991 – Albumet Breaking Atoms av Main Source
- 1993 – "Keep It Rollin" (från A Tribe Called Quests album Midnight Marauders)
- 1994 – "Halftime", "One Time 4 Your Mind" och "It Ain't Hard to Tell" (från Nas album Illmatic)